# Monti Reatini
Monti Reatini – pasmo górskie we Włoszech, w Górach Sabińskich, w Apeninach Środkowych.

## Geografia
Od strony północno-zachodniej góry ogranicza dolina rzeki Nery, od północnego wschodu dolina Val Leonina, od południowego zachodu rzeka Velino, od południa dolina Rieti. Pasmo znajduje się obszarze północnego Lacjum, w prowincji Rieti, rozgałęzienia północne schodzą ku Umbrii w prowincji Terni.
Najwyższymi szczytami gór są:
- Monte Terminillo (masyw) − 2 217 m n.p.m.
- Monte di Cambio − 2 081 m n.p.m.
- Monte Pozzoni − 1 903 m n.p.m.
- Monte Corno − 1 735 m n.p.m.
- Monte la Tavola − 1 696 m n.p.m.
- Cima d'Arme − 1 678 m n.p.m.
- Monte Tilia − 1 175 m n.p.m.